# Valdevacas de Montejo
Valdevacas de Montejo – gmina w Hiszpanii, w prowincji Segowia, w Kastylii i León, o powierzchni 17,53 km². W 2011 roku gmina liczyła 32 mieszkańców.